# روسلان ممتاز
روسلان ممتاز (هندی: रुसलान मुमताज़؛ زادهٔ ۲ اوت ۱۹۸۲) هنرپیشه فیلم بالیود و تلویزیون اهل هند است.
از فیلم‌ها یا برنامه‌های تلویزیونی که وی در آن نقش داشته‌است می‌توان به از کجا آمده‌اید، عشق خطرناک و زوج اجباری اشاره کرد.
او پسر آنجانا ممتاز هنرپیشه هندی است.